# Baby! Baby! Baby!
„Baby! Baby! Baby!” – dziewiąty singel japońskiego zespołu AKB48, wydany cyfrowo w Japonii 13 czerwca 2008 roku.

## Lista utworów
AKB48 Mobile (FOMA)
| Nr | Tytuł                                    | Słowa           | Kompozycja     | Aranżacja | Czas |  |
| -- | ---------------------------------------- | --------------- | -------------- | --------- | ---- |  |
| 1. | „Baby! Baby! Baby!”                      | Yasushi Akimoto | Hiroshi Uesugi | Chokkaku  |      |  |
| 2. | „Baby! Baby! Baby!” (A Melo B Melo ver.) |                 |                |           |      |  |
| 3. | „Baby! Baby! Baby!” (Sabi ver.)          |                 |                |           |      |  |

Napster (Uta hōdai PC)
| Nr | Tytuł                                                                                            | Słowa           | Kompozycja     | Aranżacja            | Czas |
| -- | ------------------------------------------------------------------------------------------------ | --------------- | -------------- | -------------------- | ---- |
| 1. | „Baby! Baby! Baby!”                                                                              | Yasushi Akimoto | Hiroshi Uesugi | Chokkaku             |      |
| 2. | „Baby! Baby! Baby! ~Jōnetsu no inori Version~” (jap. Baby! Baby! Baby! 〜情熱の祈りバージョン〜) | Yasushi Akimoto | Hiroshi Uesugi | Yūichi "Masa" Nonaka |      |
| 3. | „Yume o shinaseru wake ni ikanai” (jap. 夢を死なせるわけにいかない)                              | Yasushi Akimoto | Shusui         | Jun Kageie           |      |
| 4. | „Shonichi” (jap. 初日)                                                                           | Yasushi Akimoto | Mio Okada      | Yūichi Ichikawa      |      |

Napster Tower Record Full
| Nr | Tytuł                                                                                            | Słowa           | Kompozycja     | Aranżacja     | Czas |
| -- | ------------------------------------------------------------------------------------------------ | --------------- | -------------- | ------------- | ---- |
| 1. | „Baby! Baby! Baby!”                                                                              | Yasushi Akimoto | Hiroshi Uesugi | Chokkaku      |      |
| 2. | „Baby! Baby! Baby! ~Tsuioku no taiyō Version~” (jap. Baby! Baby! Baby! 〜追憶の太陽バージョン〜) | Yasushi Akimoto | Hiroshi Uesugi | Mitsuo Hagita |      |
| 3. | „Baby! Baby! Baby!”                                                                              |                 | Hiroshi Uesugi | Chokkaku      |      |

## Skład zespołu
„Baby! Baby! Baby!”
- Team A: Atsuko Maeda (środek), Tomomi Itano, Haruna Kojima, Minami Minegishi, Mai Ōshima, Mariko Shinoda, Minami Takahashi, Nozomi Kawasaki, Yukari Satō, Rina Nakanishi.
- Team K: Sayaka Akimoto, Ayaka Umeda, ūko Ōshima, Megumi Ohori, Erena Ono, Tomomi Kasai, Sae Miyazawa.
- Team B: Yuki Kashiwagi, Ayaka Kikuchi, Mayu Watanabe.

„Yume o shinaseru wake ni ikanai”
- Sayaka Akimoto, Tomomi Itano, Mai Ōshima, Yuko Oshima, Erena Ono, Tomomi Kasai, Haruna Kojima, Natsuki Sato, Yukari Satō, Mariko Shinoda, Minami Takahashi, Kayo Noro, Atsuko Maeda, Yuka Masuda, Minami Minegishi, Sae Miyazawa.

„Shonichi”
- Naru Inoue, Kazumi Urano, Aika Ōta, Yuki Kashiwagi, Haruka Katayama, Ayaka Kikuchi, Mika Saeki, Miki Saotome, Miku Tanabe, Haruka Nakagawa, Sayaka Nakaya, Reika Noguchi, Natsumi Hirajima, Yuki Matsuoka, Rumi Yonegawa, Mayu Watanabe.

## Inne wersje
- Indonezyjska grupa JKT48, wydała własną wersję tytułowej piosenki na trzecim singlu Fortune Cookie in Love w 2013 roku.